# Yuri Dandik
Yuri Dandik (1960) es un deportista israelí que compitió en halterofilia. Ganó una medalla de plata en el Campeonato Europeo de Halterofilia de 1992, en la categoría de 110 kg.

## Palmarés internacional
| Campeonato Europeo | Campeonato Europeo  | Campeonato Europeo | Campeonato Europeo |
| Año                | Lugar               | Medalla            | Categoría          |
| ------------------ | ------------------- | ------------------ | ------------------ |
| 1992               | Szekszárd (Hungría) | Medalla de plata   | 110 kg             |